# Schöneberg (Schwedt/Oder)
Schöneberg – dzielnica miasta Schwedt/Oder w Niemczech, w kraju związkowym Brandenburgia, w powiecie Uckermark. Do 31 grudnia 2020 jako samodzielna gmina wchodziła w skład urzędu Amt Oder-Welse.